# お前ら全員めんどくさい!
『お前ら全員めんどくさい!』（おまえらぜんいんめんどくさい）は、TOBIによる日本の漫画。WEBコミック誌『COMICメテオ』（フレックスコミックス）にて、2014年1月29日から2020年3月25日まで連載された。2019年には実写映画化されている。

## 登場人物
声はCMとPVのいずれかを担当。
國立 国彦（くにたち くにひこ）
声 - 小野賢章（PVのみ）
白羽高校の担当は国語科で、1年C組の担任教師。白羽高校に赴任直後、クラス担任を受け持つことになる。生徒に誠実に接し、親しみやすいことから生徒からの人気は高い。教え子の一宮数美、栗原理穂、榎本英子らから思いを寄せられるが、自身は同僚の古峰小雪に好意を抱いている。
一宮 数美（かずみや かずみ）
声 - 上田麗奈（CMとPVの両方）
白羽高校1年C組の女子生徒。制服の上から白衣を着ていて、めがねに三つ編みの女の子。成績は優秀だが、繊細で人とコミュニケーションをとるのが苦手なゲーマー。勝手に先生の友達と認定し、教員室に入り浸っている。自分と同様に国彦に恋心を抱く栗原理穂や榎本英子らに嫉妬心を持っている。
栗原 理穂（くりはら りほ）
声 - 久保ユリカ（CMのみ）、今村彩夏（PVのみ）
白羽高校1年C組の女子生徒。豊満な胸とウェーブのかかったピンク色の髪が特徴。おっとりした口調で人当たりも良く、先生からの評判も高い。料理や裁縫などの女子力は高く、男性教師にお弁当を差し入れしたりする。「先生」という言葉の響き、カテゴリーが好きで、学校中の独身男性教師を恋愛対象としている。國立先生はチョロそうで好き。日頃の行動の割に、意外と真面目で純情、箱入り娘な一面も。
榎本 英子（えのもと えいこ）
声 - 三上枝織（CMのみ）
白羽高校1年C組の女子生徒。榎本史織の妹。真面目で責任感のある優等生で、クラスの学級委員長を務めている。家は武道の道場をしており、英子自身もかなりの実力者。意外に慌てん坊。國立国彦に恋心を抱いているが、真面目な性格から暴走しがちな栗原理穂の抑え役になったりと、素直に気持ちを伝えられないでいる。女子力が高く、積極的な姉にコンプレックスを抱いている。
榎本 史織（えのもと しおり）
声 - Lynn（CMのみ）
白羽高校の2年生。榎本英子の姉。パーマのかかった金髪のロングヘアーで、めがねをかけているのが特徴の美人。妹とは違い、縦横無尽、自分勝手に行動することから周りの人たちを振り回してしまうが、面倒見が良く、教員室に集まる妹や一宮数美、栗原理穂たちのお姉さん的存在となっている。妹の恋心を応援している。
古峰 小雪（こみね こゆき）
白羽高校の教員で、国語を担当している。目にかかるほどの前髪のストレートヘアー、めがね、豊かなプロポーションが特徴。男女問わず生徒からの人気は高い。同僚の國立国彦を教師として尊敬しており、好意を持っているが、国彦本人も好意を持っていることは知らない。
本田 保乃香（ほんだ ほのか）
第30話から登場。國立国彦が前年まで赴任していた高校の3年生で、好意を持っている。好意を持っていることを告白できないままでいたことを後悔している。
久川 響（ひさかわ ひびき）
2巻から登場。古峰小雪の姪で、中学3年生。引っ込み思案は性格。白羽高校の生徒会主催の見学会に訪れた際に迷子になり、優しく接してくれた國立国彦に感謝し、憧れ的な好意を抱く。

## 書誌情報
- TOBI『お前ら全員めんどくさい！』フレックスコミックス（メテオCOMIS）、全10巻
  1. 2014年7月20日発行、『COMICメテオ』 2014年1月、3 - 6月掲載作品、ISBN 978-4-593-85783-8
  2. 2014年12月20日発行、『COMICメテオ』 2014年7月 - 11月掲載作品、ISBN 978-4-593-85795-1
  3. 2015年6月20日発行、『COMICメテオ』 2014年12月、2015年1月 - 5月掲載作品、ISBN 978-4-593-85806-4
  4. 2015年12月20日発行、『COMICメテオ』 2015年7月、8月、10 - 12月掲載作品、ISBN 978-4-593-85824-8
  5. 2016年7月20日発行、『COMICメテオ』 2016年1 - 7月掲載作品、ISBN 978-4-593-85836-1
  6. 2017年2月20日発行、『COMICメテオ』 2016年8 - 11月、2017年1 - 2月掲載作品、ISBN 978-4-593-85854-5
  7. 2017年9月20日発行、『COMICメテオ』 2017年3 - 5月、7 - 9月掲載作品、ISBN 978-4-593-85869-9
  8. 2018年5月20日発行（同年月10日発売）、『COMICメテオ』 2017年11 - 12月、2018年1月、3 - 5月記載作品、ISBN 978-4-86675-010-1
  9. 2019年2月20日発行（同年2月8日発売）、『COMICメテオ』 2018年6、9、11、12月、2019年1 - 2月掲載作品、ISBN 978-4-86675-049-1
  10. 2020年3月17日発売、ISBN 978-4-86675-097-2

第7巻までは、発行：フレックスコミックス・発売：ほるぷ出版として刊行された。

## 実写映画
2019年2月23日に公開された。
声優・小野賢章が実写映画で初主演を務めており、宝来忠昭監督の6作目の作品である。実写映画化されることが2018年3月7日に発表、同年4月4日に主演の教師や女子生徒のキャストおよび同年秋公開予定であることが解禁されたが、映画の公開は2019年2月となった。

### キャスト
國立国彦 - 小野賢章
国語教員。世間体とモテ期の間でめんどくさい。
栗原理穂 - 大原優乃
先生愛が激しい。恋多きビッチでめんどくさい。
一宮数美 - 小宮有紗
自称「先生の友達」。泣き虫無口でめんどくさい。
榎本英子 - 茜屋日海夏
クラス委員長。ツンデレでめんどくさい。
榎本史織 - 都丸紗也華
妹への愛が強すぎる。超肉食女王様でめんどくさい。

### スタッフ
- 原作：TOBI（COMICメテオ連載）
- 監督：宝来忠昭
- 脚本：中村能子
- プロデューサー：片山武志、吉見秀樹、田山大悟
- 撮影：池田直矢
- 照明：常谷良男
- 録音：弥栄裕樹
- CG・グレーディング：宮下蔵、福地寿樹
- 音響効果：木村実玖子
- 装飾：中谷暢宏
- スタイリスト：田中トモコ、網野正和
- ヘアメイク：山田みずき
- 持ち道具：大島政幸
- フードコーディネート：ぬまたあづみ
- 音楽：SWITCH
- 助監督：竹中史子
- 制作担当：入江 修
- ポストプロダクションプロデューサー：稲村 浩
- ポストプロダクションコーディネイト：稲村剛義
- ダビングエンジニア：飯野和義
- DCPマスタリング：今村和弘
- スチール：大塚秀美
- メイキング撮影：小峰克彦
- 宣伝：村井卓実　デザイン：菊池 仁
- 主題歌：Bentham「memento」[10]
- 企画協力：フレックスコミックス
- 配給：日本出版販売
- 制作プロダクション：Hm+
- 製作：「お前ら全員めんどくさい！」製作委員会（日本出版販売　ポニーキャニオン　博報堂DYミュージック&ピクチャーズ）

### 劇場
| 地域 | 映画館            | 上映期間              |
| ---- | ----------------- | --------------------- |
| 東京 | 池袋HUMAXシネマズ | 2019年2月23日（土） - |
| 東京 | シネマート新宿    | 2019年2月23日（土） - |
| 大阪 | シネマート心斎橋  | 2月23日（土） -       |